# Awareness - La realtà è un'illusione
Awareness - La realtà è un'illusione (Awareness) è un film del 2023 diretto da Daniel Benmayor.

## Trama
Ian è un ragazzo che vive con il padre ai margini della società. Insieme compiono piccole truffe grazie alla capacità di Ian di proiettare delle illusioni visive nella mente delle persone. Un giorno, per un errore di Ian che rivela per sbaglio i suoi poteri, un'agenzia segreta comincerà a dargli la caccia. Comincerà a scappare scoprendo che non è l'unico ad avere i suoi poteri e che la sua vita è stata sempre una bugia.

## Distribuzione
Il film è stato distribuito sulla piattaforma Amazon Prime Video l'11 ottobre 2023.